# 偉恩·第伯
偉恩·第伯（英語：Morton Wayne Thiebaud，1920年11月23日—2021年12月25日）是一位出生在美國亞利桑那州梅莎市（Mesa）的普普藝術畫家，曾在紐約、好萊塢做過卡通畫家和廣告設計師多達十年以上。他的名字有時簡稱為「第波」。他的作品最出名的是1961年的「派、派、派」（Pies, Pies, Pies）和1963年的「蛋糕」（Cakes）。
1942年到1946年間，他曾加入美國空軍服務。1951年，他從加州州立大學薩克拉門托分校畢業，並開始在該校藝術系任職，教了九年之後，第伯轉到戴維斯加利福尼亞大學藝術系擔任教授一職。並漸漸的成為一位職業畫家，在1972年後，他轉到美國文藝學院（American Academy of Arts and Letters）任職。
第伯知名的畫作都帶有強烈普普藝術風格，包括很粗的外輪廓線，和完整的物品描繪，並使用了大眾文化中處處可見的主題（快餐店的食品等）。他與其他普普藝術家風格略有不同的是，第伯喜歡使用細筆來描繪。在1980年代到1990年代，第伯也開始以熱門的人物來做繪畫對象，如米老鼠等。他後期的作品「日落大街」（Sunset Streets，1985年）與「平地小河」（Flatland River，1997年）皆以高寫實的畫風引人注意。在畫面與平凡大眾的心靈感應上，第伯與愛德華·霍普的風格有異曲同工之妙，觀看他們的畫作，往往能帶給觀者對於平凡物品美感的體會。

## 外部連結
- 一篇評論第伯的文章 （页面存档备份，存于）：舊金山藝術博物館。